# Verdienter Eisenbahner der Deutschen Demokratischen Republik
Verdienter Eisenbahner der Deutschen Demokratischen Republik war eine staatliche Auszeichnung  der Deutschen Demokratischen Republik (DDR), welche in Form eines Ehrentitels mit Urkunde und einer tragbaren Medaille verliehen wurde. 

## Beschreibung
Gestiftet wurde die Auszeichnung am 9. Oktober 1950 und konnte verliehen werden für vorbildliche und disziplinierte Arbeit zur Stärkung der Arbeiter- und Bauernmacht in der DDR sowie für entscheidende Förderung der Einführung und Weiterentwicklung neuer Technik bei der Deutschen Reichsbahn, wenn diese zu verbesserten Arbeitsergebnissen geführt und die Arbeitsproduktivität gesteigert hatten. Der Ehrentitel wurde erstmals im Jahr 1951 verliehen und war auf 30 Auszeichnungen jährlich begrenzt und erfolgte überwiegend anlässlich des Tags des Eisenbahners und der Werktätigen des Verkehrswesens (2. Sonntag im Juni).

## Medaille zum Ehrentitel

### Aussehen

#### 1. Form
Das runde Ehrenzeichen mit den Maßen 30 × 35 mm war begrenzt durch einen nach oben offenen Lorbeerkranz, in dessen oberer Mitte die erhabene Prägung einer Lokomotive mit Zuganhängern und dampfendem Schlot zu sehen ist. Unter diesem Symbol sind der Hammer und der Zirkel sowie zwei goldene Ähren zu sehen, die zusammen für das Staatswappen der DDR stehen. Unter dem geschlossenen Lorbeerkranz schließt sich ein Banner an, auf dessen rot emaillierter Fläche die Inschrift: VERDIENTER EISENBAHNER zu lesen ist. Der obere Rand des Abzeichens ist dagegen von einer wehenden farbig emaillierten Deutschlandflagge (schwarz-rot-gold) begrenzt. In späteren Ausführungen wurde auf dieser Flagge das Staatswappen der DDR eingeprägt.

#### 2. Form
Im Jahr 1956 wurde das Layout der Auszeichnung geändert. Sie war nunmehr in Medaillenform gehalten, vergoldet und hatte einen Durchmesser von 30 mm. Auf ihrem Avers zeigte sie auf dem unteren Rand der Medaille zwei gekreuzte nach oben offene Lorbeerzweige. Am oberen Rand war das Symbol der Reichsbahn, ein Flügelrad, zu sehen und unter diesen die dreizeilige Inschrift: VERDIENTER / EISENBAHNER / VERLEIHUNGSJAHR. Das Avers zeigte das Staatswappen der DDR.

### Trageweise
Getragen wurde das Ehrenzeichen der 1. Form an einer 20 × 18 mm breiten Spange, die ebenfalls zu gleichen Teilen in den Farben Deutschlands, schwarz-rot-gold, gehalten war an der linken Brustseite. Darauf war ein 4 mm breiter Metallstreifen aufgelegt, der das Jahr der Verleihung zeigte.
Die 2. Form des Abzeichens wurde an einer rechteckigen blauen Stoffspange getragen, an deren beiden Rändern 3 mm breite schwarz-rot-goldene Streifen eingewebt waren. Ihr Abstand vom Saum betrug je 5 mm. Die Interimspange entsprach dem Medaillenband, zeigte jedoch mittig die vergoldete Miniatur des Flügelrads.

## Weblink
- https://www.deutsche-gesellschaft-fuer-ordenskunde.de/DGOWP/wp-content/uploads/2013/11/VL-VE-1951-1979.pdf